# Maiacetus
Maiacetus inuus
Genre
Espèce
Maiacetus — dont le nom se traduit par « baleine mère » — est un genre fossile de protocetidés, qui vivait dans ce qui est aujourd'hui le Pakistan, au début de l'Éocène moyen, il y a 47,5 millions d'années.

## Paléobiologie
Le genre Maiacetus ne contient qu'une seule espèce, Maiacetus inuus, décrit en 2009 sur la base de deux spécimens, dont l'un interprété comme une femelle gravide et son fœtus. La position de ce dernier suggère que Maiacetus mettait bas sur la terre ferme, ce qui serait l'indication d'un mode de vie amphibie.
Cette espèce est de taille moyenne, avec un squelette de 2,6 m de long et un poids estimé de 280 à 390 kg. Les mâles seraient légèrement plus gros que les femelles. Sur les deux squelettes adultes trouvés, celui interprété comme mâle était environ 12% plus grand que celui interprété comme femelle.

### Publication originale
- [2009] (en) Philip D Gingerich, Munir Ul-Haq, Wighart von Koenigswald, William J Sanders, B Holly Smith et Iyad S Zalmout, « New protocetid whale from the middle eocene of pakistan: birth on land, precocial development, and sexual dimorphism », PLOS One, PLoS, vol. 4, no 2,‎ 2009, e4366 (ISSN 1932-6203, OCLC 228234657, PMID 19194487, PMCID 2629576, DOI 10.1371/JOURNAL.PONE.0004366, lire en ligne). .